# Modul av kovarianter
Inom matematiken, givet en algebraisk grupp G, en G-modul M och en G-algebra A, alla över en kropp k, är modulen av kovarianter av typ M {\displaystyle A^{G}}-modulen
{\displaystyle (M\otimes _{k}A)^{G}.}